# 中興公園 (永和)

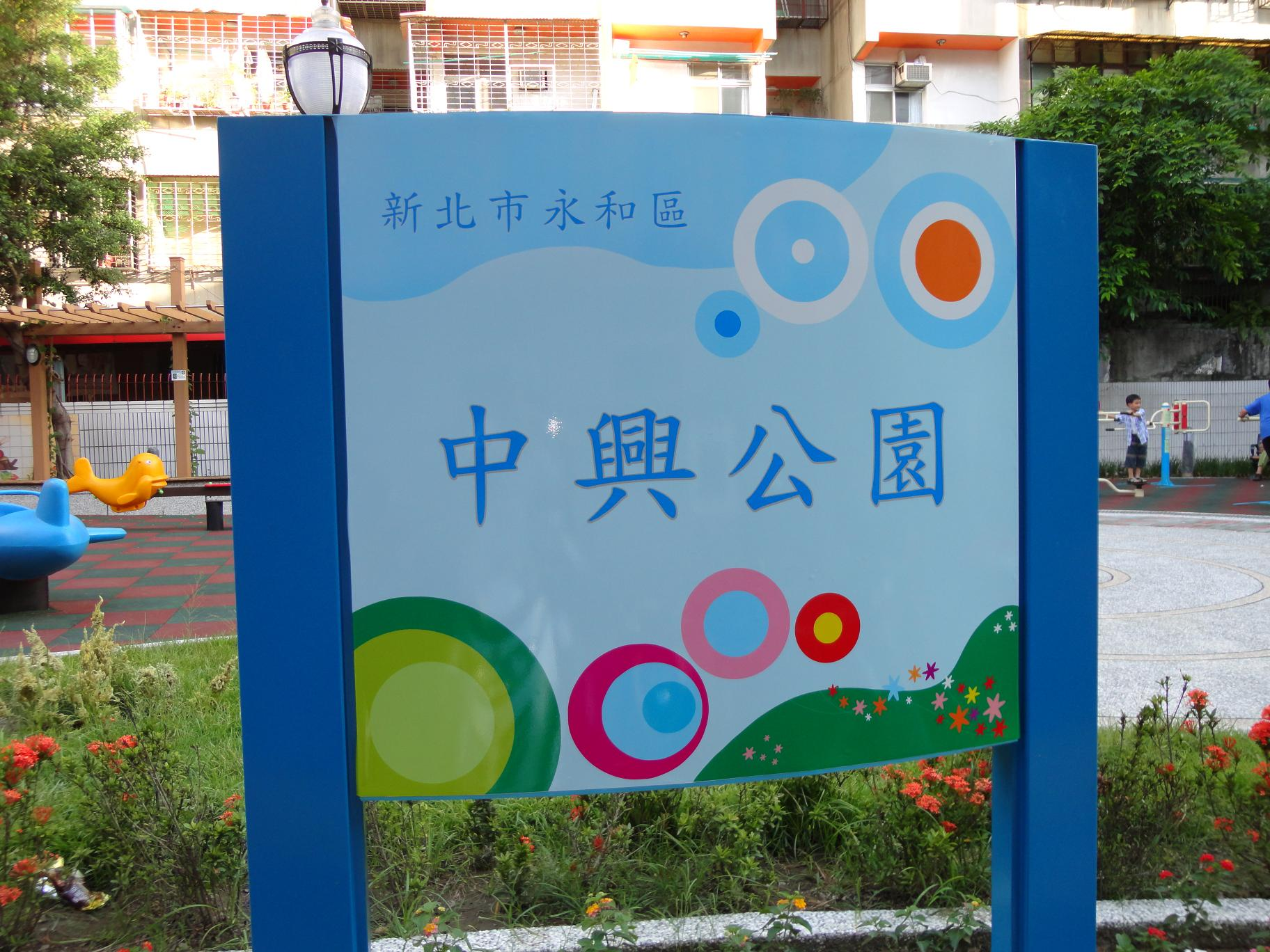
中興公園公園牌

中興公園位於新北市永和區中興街的巷弄中，緊鄰中興安養堂，面積508平方公尺，是永和區「中興社區」內包括正興、永興、中興、厲行四個里的社區鄰里公園。

## 歷史演變
中興公園原址為「中興社區活動中心」，是一棟四層樓的建築，該棟大樓一、二樓為永和市立托兒所，三、四樓則開放社區民眾登記使用，由於年久失修，地方倡議改建，但苦無經費。鑒於永和地小人稠，嚴重缺乏公園綠地，故與大新公園、水源社區公園一同改建為小公園，中興公園已於民國100年5月25日完工。

## 設施
- 兒童遊戲區：翹翹板、搖搖椅

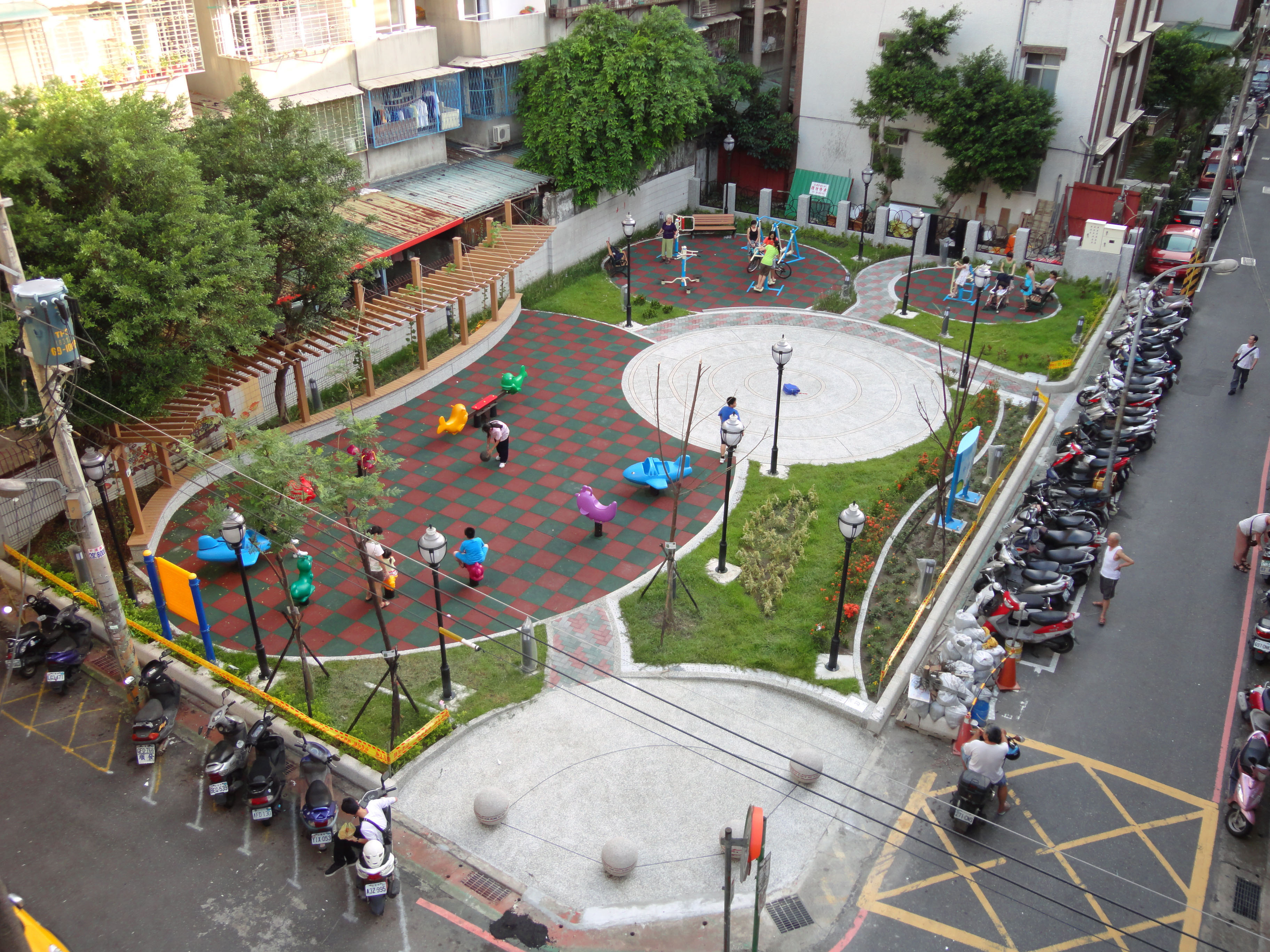
鳥瞰中興社區公園

- 成人健身區：單人健騎機、三人扭腰器、腰背按摩器、雙人漫步機
- 植栽景觀區：
  - 花廊：大鄧伯花
  - 喬木：苦楝
  - 灌木：黃金金露華、矮仙丹、馬纓丹
  - 草花：羽狀雞冠花
  - 草坪
- 活動廣場[3]

## 公園週遭
- 中興安養堂
- 耕莘醫院永和分院
- 溪洲市場
- 頂溪商圈（韓國街）
- 網溪國小